# جلا (رود)
رودخانه جلا (به انگلیسی: Gela (river)) رودخانه‌ای است که در ایتالیا جریان دارد.